# Choeronycteris mexicana
Choeronycteris mexicana (Tschudi, 1844) è un pipistrello della famiglia dei fillostomidi, unica specie del genere Choeronycteris (Tschudi, 1844), diffuso nell'America settentrionale e centrale.

## Descrizione

### Dimensioni
Pipistrello di piccole dimensioni, con la lunghezza della testa e del corpo tra 68 e 93 mm, la lunghezza dell'avambraccio tra 43 e 49 mm, la lunghezza della coda tra 6 e 12 mm, la lunghezza del piede tra 10 e 14 mm, la lunghezza delle orecchie tra 15 e 18 mm e un peso fino a 19 g.

### Caratteristiche craniche e dentarie
Il cranio ha il rostro che occupa circa la metà dell'intera lunghezza, le arcate zigomatiche incomplete e il processo pterigoideo lungo e con le superfici interne concave. Gli incisivi superiori sono piccoli, mentre quelli inferiori sono spesso decidui o mancanti. I canini superiori sono smussati, mentre quelli inferiori sono sottili e semplici. I premolari superiori e inferiori sono lunghi e stretti e come i molari sono ridotti nelle dimensioni.
Sono caratterizzati dalla seguente formula dentaria:

### Aspetto
Il colore generale del corpo varia dal giallo-brunastro al bruno-grigiastro scuro, più chiaro sulle spalle e sul ventre. Il muso è allungato. La lingua è lunga ed estensibile, attraversata da un solco longitudinale che si estende posteriormente e da una fila di papille filiformi lungo il terzo anteriore di ogni margine e da un gruppo di papille cornee nella parte rimanente. La foglia nasale è ampia alla base e con la porzione posteriore lanceolata e lunga circa 5 mm.  Le orecchie sono grigio-brunastre chiare. Le membrane alari sono scure, più chiare sulla punta. La coda è relativamente corta, circa lunga un terzo della profondità dell'uropatagio. Il cariotipo è 2n=16 FN=24.

### Ecolocazione
Emette ultrasuoni utilizzati per l'orientamento a frequenza modulata con due armoniche.

## Biologia

### Comportamento
Si rifugia in miniere abbandonate e grotte, preferendo le zone poco illuminate vicino alle entrate. Più raramente si può trovare negli edifici. Non è particolarmente gregario e si posiziona a circa 2–5 cm uno dall'altro, rimanendo vigile e volando via se disturbato. L'attività di volo inizia subito dopo il tramonto. Le popolazioni più settentrionali migrano verso sud in inverno.

### Alimentazione

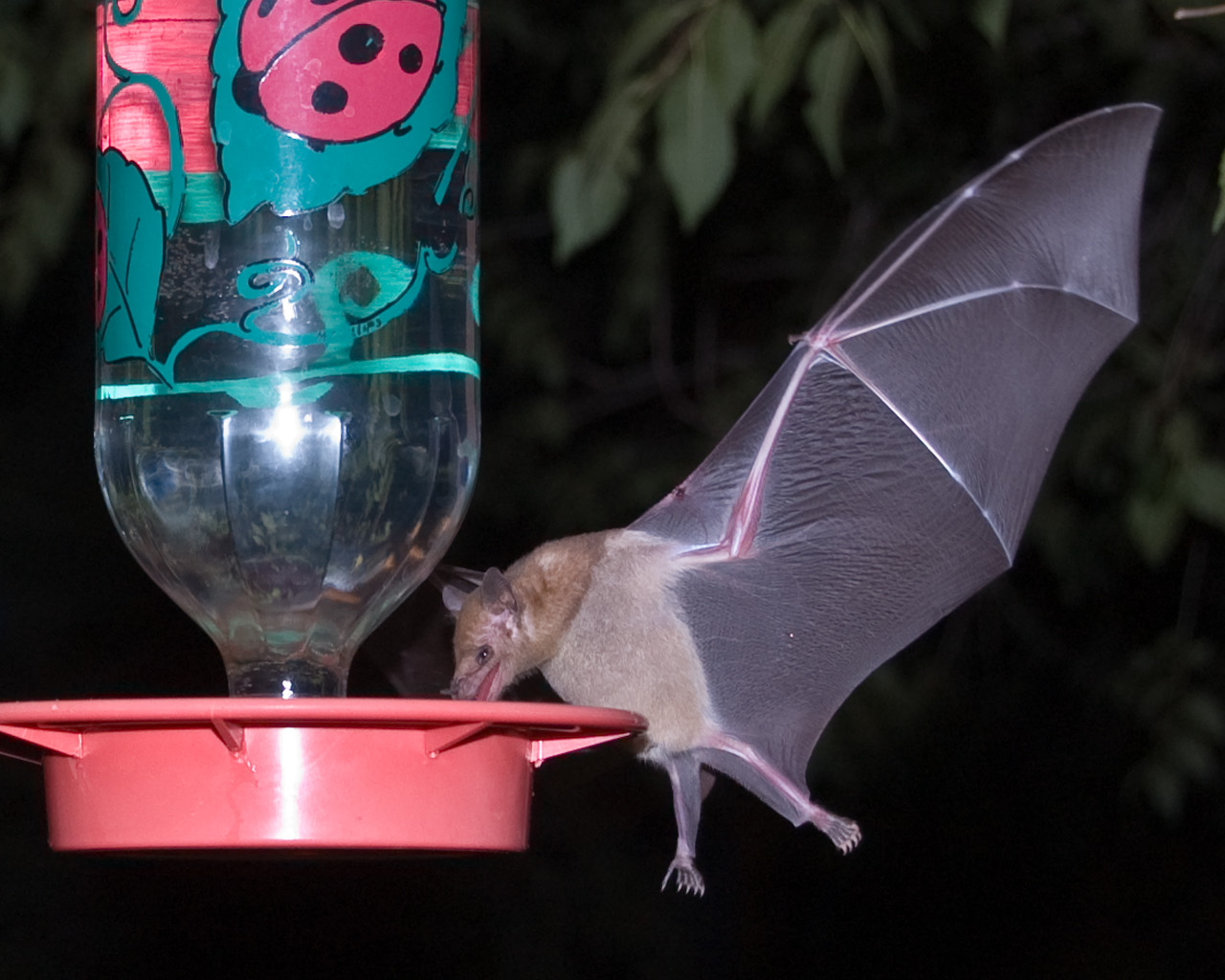
C.mexicana mentre si nutre in un abbeveratoio per colibrì

Si nutre di frutta, polline e nettare.  Le piante più frequentate sono l'agave, i cactus, l'ipomoea e alcune specie di Ceiba. In Arizona è stato visto nutrirsi negli abbeveratoi dei colibrì.

### Riproduzione
Femmine gravide sono state osservate in primavera, mentre alcune migrate in Arizona e Nuovo Messico hanno partorito in giugno. L'osservazione di un'ulteriore femmina gravida nello stato messicano di Jalisco a settembre, fa supporre che questa specie ha due differenti periodi riproduttivi. Danno alla luce un piccolo alla volta.

## Distribuzione e habitat
Questa specie è diffusa nell'estrema parte meridionale della California, Arizona e Nuovo Messico, nel Messico, eccetto la penisola dello Yucatán, nel Guatemala sud-occidentale, El Salvador e Honduras occidentale. Si trova anche sulle Isole Marías. Un individuo è stato catturato in Texas.
Vive nelle boscaglie desertiche, foreste decidue e querceti fino a 1.900 metri di altitudine. 

## Conservazione
La Lista rossa IUCN, considerato che questa specie, nonostante sia ampiamente diffusa, è dipendente da un habitat molto delicato in declino significativo dovuto alla presenza umana, classifica C.mexicana come specie prossima alla minaccia di estinzione (Near Threatened).